# وثيقة الأخوة البشرية
وثيقة الأخوة الإنسانية من أجل السلام العالمي والعيش المشترك (بالإنجليزية: Document on Human Fraternity for World Peace and Living Together) هي بيان مشترك وقعه البابا فرانسيس من الكنيسة الكاثوليكية والشيخ أحمد الطيب الإمام الأكبر للأزهر، وقع البيان في 4 فبراير 2019 في أبو ظبي عاصمة الإمارات العربية المتحدة. نشأ البيان من مناقشة أخوية مفتوحة بين فرانسيس والطيب، ومن المفترض أن تكون دليلًا على تعزيز «ثقافة الاحترام المتبادل».

## خلفية
في شهر فبراير 2019، استضافت الإمارات العربية المتحدة المؤتمر العالمي للأخوة الإنسانية الذي ينظمه مجلس حكماء المسلمين بهدف تفعيل الحوار حول التعايش والتآخي بين البشر وسبل تعزيزه عالميًا. يهدف المؤتمر حسب قادته إلى التصدي للتطرف الفكري وسلبياته وتعزيز العلاقات الإنسانية وإرساء قواعد جديدة لها بين أهل الأديان والعقائد المتعددة، تقوم على احترام الاختلاف. تزامن المؤتمر مع الزيارة المشتركة للإمام الأكبر الدكتور أحمد الطيب شيخ الأزهر وقداسة البابا فرنسيس بابا الكنيسة الكاثوليكية إلى دولة الإمارات. شهد توقيع الوثيقة أكثر من 400 من قيادات وممثلي الأديان وشخصيات ثقافية وفكرية من مختلف دول العالم.

## ملخص الوثيقة
وتؤكد الوثيقة على ما يلي:
- أن التعاليم الصحيحة للأديان تدعو إلى التمسك بقيم السلام وإعلاء قيم التعارف المتبادل والأخوة الإنسانية والعيش المشترك.
- أن الحرية حق لكل إنسان: اعتقادا وفكرا وتعبيرا وممارسة، وأن التعددية والاختلاف في الدين واللون والجنس والعرق واللغة حكمة لمشيئة إلهية، قد خلق الله البشر عليها، وجعلها أصلا ثابتا تتفرع عنه حقوق حرية الاعتقاد، وحرية الاختلاف، وتجريم إكراه الناس على دين بعينه أو ثقافة محددة، أو فرض أسلوب حضاري لا يقبله الآخر.
- أن العدل القائم على الرحمة هو السبيل الواجب اتباعه للوصول إلى حياة كريمة، يحق لكل إنسان أن يحيا في كنفها.
- أن الحوار والتفاهم ونشر ثقافة التسامح وقبول الآخر والتعايش بين الناس، من شأنه أن يسهم في احتواء كثير من المشكلات الاجتماعية والسياسية والاقتصادية والبيئية التي تحاصر جزءا كبيرا من البشر.
- أن الحوار بين المؤمنين يعني التلاقي في المساحة الهائلة للقيم الروحية والإنسانية والاجتماعية المشتركة، واستثمار ذلك في نشر الأخلاق والفضائل العليا التي تدعو إليها الأديان، وتجنب الجدل العقيم.
- أن حماية دور العبادة، من معابد وكنائس ومساجد، واجب تكفله كل الأديان والقيم الإنسانية والمواثيق والأعراف الدولية، وكل محاولة للتعرض لدور العبادة، واستهدافها بالاعتداء أو التفجير أو التهديم، هي خروج صريح عن تعاليم الأديان، وانتهاك واضح للقوانين الدولية.
- أن الإرهاب البغيض الذي يهدد أمن الناس، سواء في الشرق أو الغرب، وفي الشمال والجنوب، ويلاحقهم بالفزع والرعب وترقب الأسوأ، ليس نتاجا للدين - حتى وإن رفع الإرهابيون لافتاته ولبسوا شاراته - بل هو نتيجة لتراكمات الفهوم الخاطئة لنصوص الأديان وسياسات الجوع والفقر والظلم والبطش والتعالي.
- أن مفهوم المواطنة يقوم على المساواة في الواجبات والحقوق التي ينعم في ظلالها الجميع بالعدل لذا يجب العمل على ترسيخ مفهوم المواطنة الكاملة في مجتمعاتنا.
- أن العلاقة بين الشرق والغرب هي ضرورة قصوى لكليهما، لا يمكن الاستعاضة عنها أو تجاهلها، ليغتني كلاهما من الحضارة الأخرى عبر التبادل وحوار الثقافات.
- أن الاعتراف بحق المرأة في التعليم والعمل وممارسة حقوقها السياسية هو ضرورة ملحة، وكذلك وجوب العمل على تحريرها من الضغوط التاريخية والاجتماعية المنافية لثوابت عقيدتها وكرامتها.
- أن حقوق الأطفال الأساسية في التنشئة الأسرية، والتغذية والتعليم والرعاية، واجب على الأسرة والمجتمع، وينبغي أن توفر وأن يدافع عنها، وألا يحرم منها أي طفل في أي مكان.
- أن حماية حقوق المسنين والضعفاء وذوي الاحتياجات الخاصة والمستضعفين ضرورة دينية ومجتمعية يجب العمل على توفيرها وحمايتها بتشريعات حازمة وبتطبيق المواثيق الدولية الخاصة بهم.

## وصلات خارجية
- نص وثيقة الأخوة البشرية